# Эйельсон, Хорхе Эдуардо

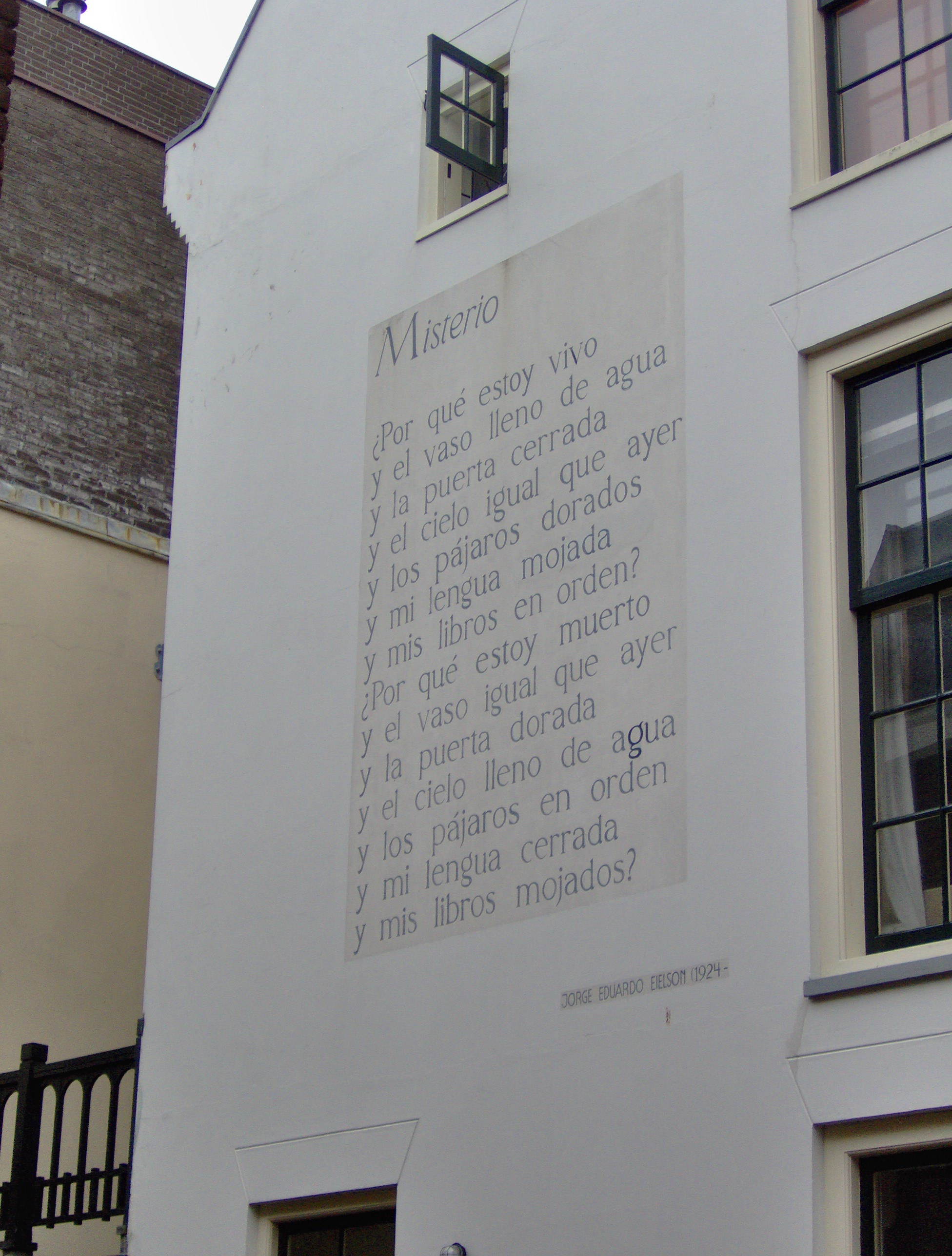
Стихотворение Эйельсона Тайна на стене дома в Лейдене

Хорхе Эдуардо Эйельсон (исп.  Jorge Eduardo Eielson, 13 апреля 1924, Лима — 8 марта 2006, Милан) — перуанский поэт и художник.

## Биография
Мать — перуанка, отец — американец шведского происхождения, умерший, когда сыну было 7 лет. Рано проявил тягу к литературе, живописи, музыке. Дебютировал как поэт, драматург и художник в середине 1940-х годов, был отмечен несколькими национальными премиями. В 1948 по стипендии французского правительства приехал в Париж, остался в Европе, жил во Франции, Швейцарии, в конце концов обосновался в Милане. Как художник участвовал в Венецианской биеннале (1964), его выставки проходили в крупнейших музеях США и др. стран.

## Творчество
В поэзии испытал влияние Рембо, Рильке, Сесара Вальехо, перуанских сюрреалистов (Э. фон Вестфален и др.), Бретона, Паунда. Экспериментировал с визуальной поэзией и sound poetry.

## Произведения

### Поэзия
- Песнь и смерть Роланда/ Canción y muerte de Rolando (1943, опубл. 1959)
- Царства/ Reinos (1945, Национальная поэтическая премия)
- Mutatis mutandis (1967)
- Poesía escrita (1976)
- Poesía escrita, 2ª edición (1989)
- Тёмная ночь тела/ Noche oscura del cuerpo (1989, отсылка к стихотворению и трактату Сан-Хуана де ла Круса Тёмная ночь души)
- Antología (1996)
- Nudos, ed. bilingüe (1997)
- Poesía escrita, ed. de Martha Canfield (1998)
- Sin título (2000)
- Celebración (2001)
- Canto visibile (2002, на ит. яз.)
- Nudos (2002)
- La vida es una obra maestra (2002)
- Arte poética, antología (2005)
- Del absoluto amor y otros poemas sin título (2005)
- De materia verbalis (2005)
- Habitación en Roma, ed. de Martha Canfield (2008)
- Pytx (2008)
- Habitación en Roma, ed. de Sergio Téllez-Pon (Quimera, México, 2009)
- Поэт в Риме/ Poeta en Roma (2009)

### Проза
- El cuerpo de Giulia-no (1971)
- Primera muerte de María (2002)

### Драматургия
- Maquillage (1946, Национальная театральная премия)
- Последний акт/ Acto final (1959)

## Признание
В 2005 Католический университет Перу предпринял издание полного собрания стихотворений и избранной прозы поэта в сопровождении его живописи и графики.